# Бріоне-сопра-Мінузіо
Бріоне-сопра-Мінузіо (італ. Brione sopra Minusio) — громада  в Швейцарії в кантоні Тічино, округ Локарно.

## Географія
Громада розташована на відстані близько 135 км на південний схід від Берна, 17 км на захід від Беллінцони.
Бріоне-сопра-Мінузіо має площу 3,8 км², з яких на 8,4% дозволяється будівництво (житлове та будівництво доріг), 5% використовуються в сільськогосподарських цілях, 75,7% зайнято лісами, 10,8% не є продуктивними (річки, льодовики або гори).

## Демографія
2019 року в громаді мешкало 480 осіб (-8,6% порівняно з 2010 роком), іноземців було 21,9%. Густота населення становила 126 осіб/км².
За віковим діапазоном населення розподілялося таким чином: 10,8% — особи молодші 20 років, 54,6% — особи у віці 20—64 років, 34,6% — особи у віці 65 років та старші. Було 241 помешкань (у середньому 2 особи в помешканні).
Із загальної кількості 77 працюючих 4 було зайнятих в первинному секторі, 7 — в обробній промисловості, 66 — в галузі послуг.